# Amphidraus auriga
Amphidraus auriga är en spindelart som beskrevs av Simon 1900. Amphidraus auriga ingår i släktet Amphidraus och familjen hoppspindlar. Inga underarter finns listade i Catalogue of Life.